# Centuria nadbrzeżna
Centuria nadbrzeżna (Centaurium littorale (Turner) Gilmour) – gatunek rośliny z rodziny goryczkowatych (Gentianaceae). Występuje na rozległych obszarach Europy (poza południowo-wschodnią i północną częścią) oraz w zachodniej Azji (Kazachstan, Uzbekistan i Turkmenistan).

## Zmienność
Gatunek zróżnicowany na trzy podgatunki:
- Centaurium littorale subsp. littorale – solniska nadmorskie; rośliny niskie (do 15 cm), o łatkach korony 6–7 mm długości i gładkich brzegach liści[4]. Występuje w Europie Zachodniej (od Półwyspu Iberyjskiego po Wyspy Brytyjskie, na Półwyspie Skandynawskim, krajach bałtyckich, Białorusi i Ukrainie)[3];
- Centaurium littorale subsp. compressum (Hayne) Kirschner – znany tylko z Niemiec i Czech[3];
- Centaurium littorale subsp. uliginosum (Waldst. & Kit.) Rothm. ex Melderis. – rośliny do 20, czasem 30 cm wysokości, o szorstkich brzegach liści i łodygach, łatki korony do 3–6 mm długości[4]. Występuje od Francji poprzez środkową i wschodnią Europę  po Azję[3]. W Polsce rośnie w okolicach Myśliborza, Pyrzyc i nad jeziorem Miedwie[5].

## Morfologia

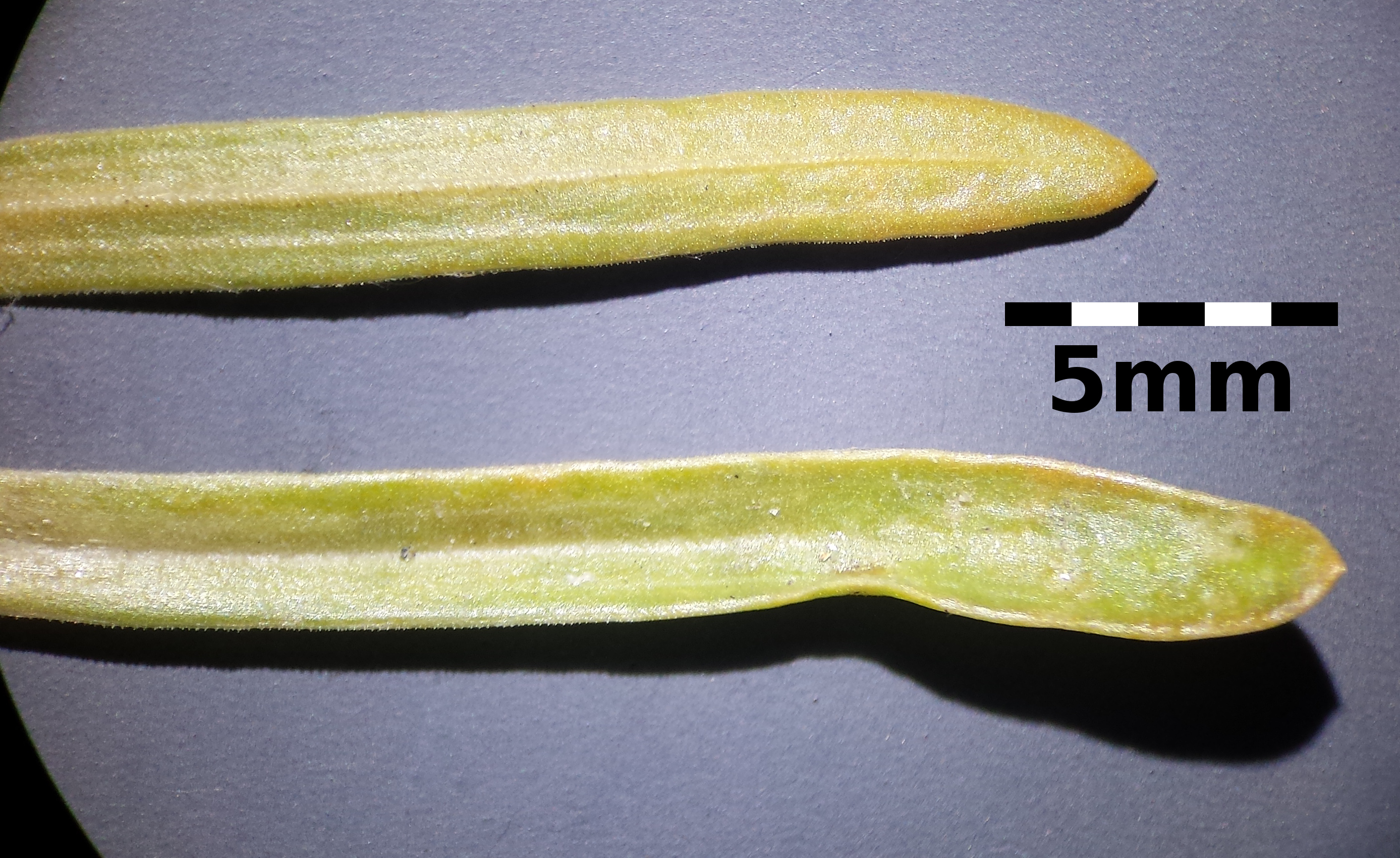
Liście równowąskie i szorstkie u ssp. uliginosum

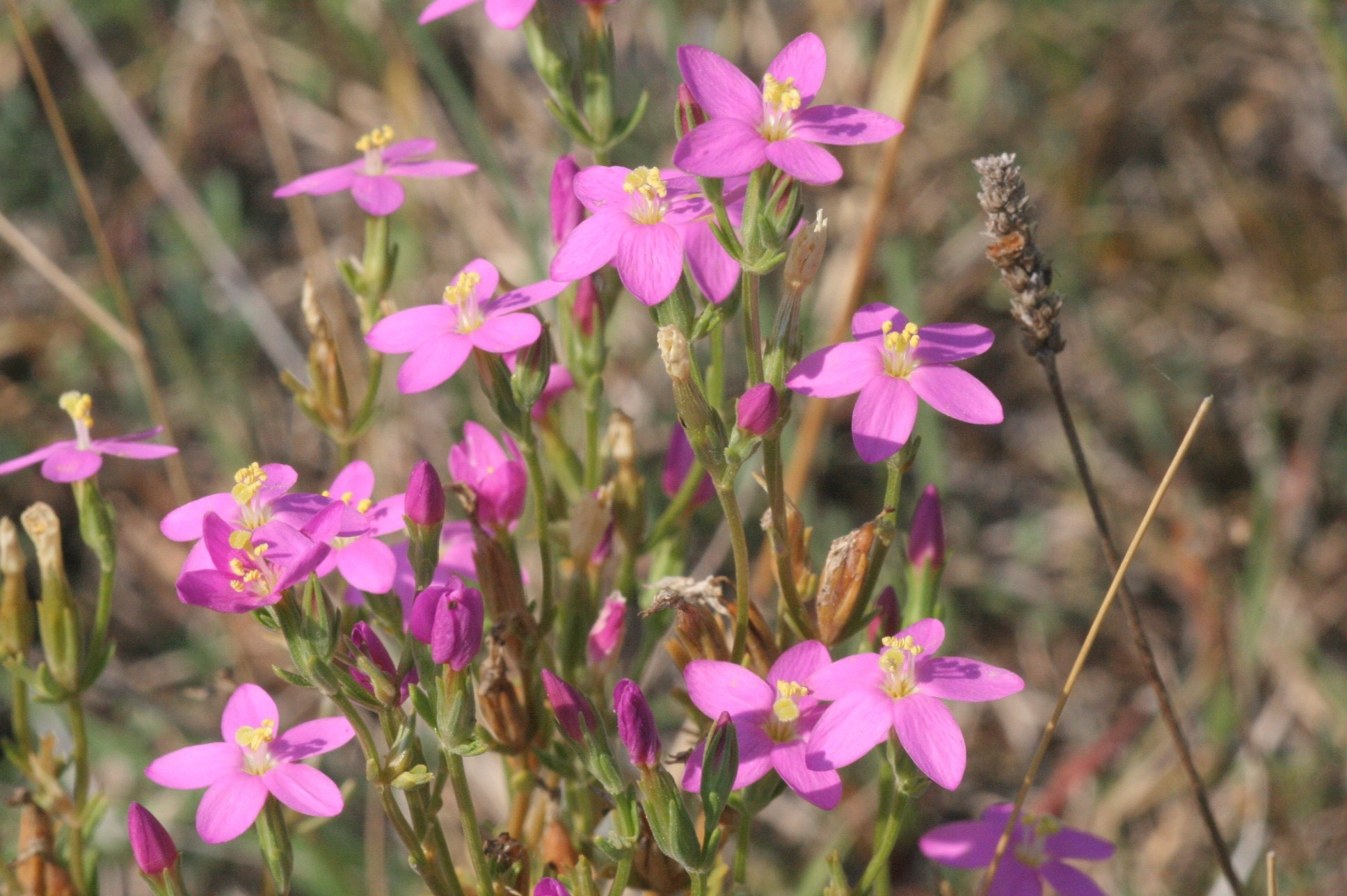
Kwiaty ssp. uliginosum

ŁodygaZwykle od 10 do 20 cm wysokości, rzadziej nieco wyższa.
LiścieLiście dolne skupione w przyziemną rozetę, zachowaną także w czasie kwitnienia. Liście łodygowe osiągają 10–20 (rzadko do 35) mm długości i 3–5 mm szerokości, są równowąskie lub równowąskopodługowate, tępe, 1- lub 3-nerwowe.
KwiatyRóżowe, zebrane w wierzchotki. Płatki korony o długości 5–8 mm.
OwocTorebka o długości 7–10 mm.
Gatunki podobnePozostałe dwa gatunki centurii rosnące w Polsce mają liście lancetowate do jajowatych, 3- lub 5-nerwowe, i przynajmniej górne zaostrzone.

## Biologia i ekologia

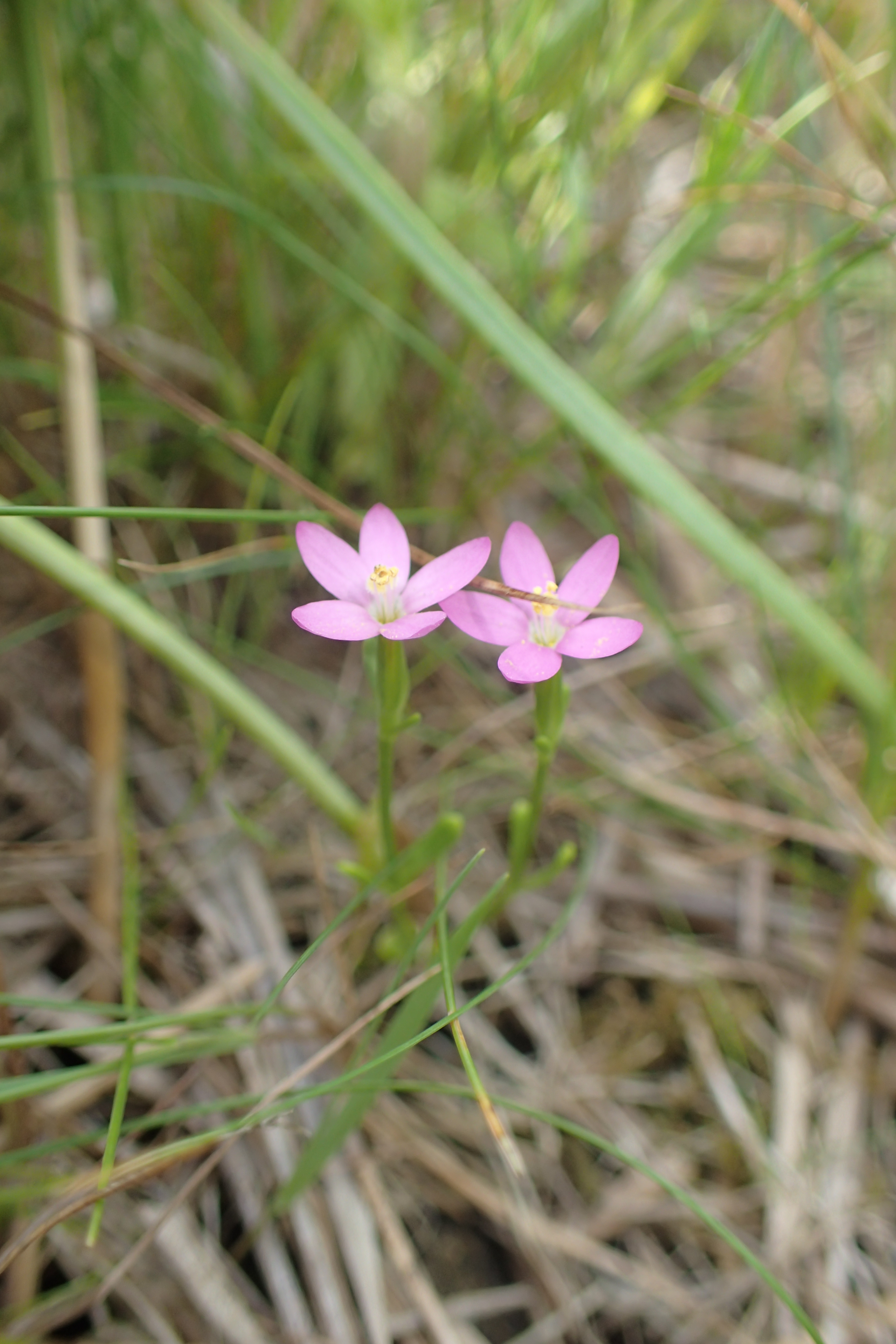
Centaurium littorale ssp. littorale na solnisku pod Kołobrzegiem

Roślina jednoroczna lub dwuletnia. Podgatunek typowy rośnie na słonych łąkach i w zagłębieniach międzywydmowych, podgatunek uliginosum – na solniskach. Kwitnie w sierpniu i wrześniu. Gatunek charakterystyczny związku Armerion maritimae.

## Zagrożenia i ochrona
Roślina objęta ochroną ścisłą.
Kategorie zagrożenia gatunku:
- Kategoria zagrożenia w Polsce według Czerwonej listy roślin i grzybów Polski (2006)[8]: V (narażony na wyginięcie); 2016: EN (zagrożony)[9]
- Kategoria zagrożenia w Polsce według Polskiej czerwonej księgi roślin (2001): VU (vulnerable, narażony); 2014: EN (zagrożony)[10]